# Alphée Philémon Cole
Alphée Philémon Cole, en anglais Alphaeus Philemon Cole, né le 18 juillet 1876 à Jersey City (New Jersey, États-Unis), mort le 25 novembre 1988 à New York (États-Unis) est un artiste peintre et graveur supercentenaire américain.

## Biographie
Alphée Philémon Cole a étudié à Paris à l'Académie Julian, sous Jean-Paul Laurens et Benjamin-Constant, et à l'École des Beaux-Arts. Il a commencé sa carrière comme portraitiste. Il est mort d'une insuffisance cardiaque le 25 novembre 1988 à son domicile à l'Hôtel Chelsea.